# Deutsche Aircraft

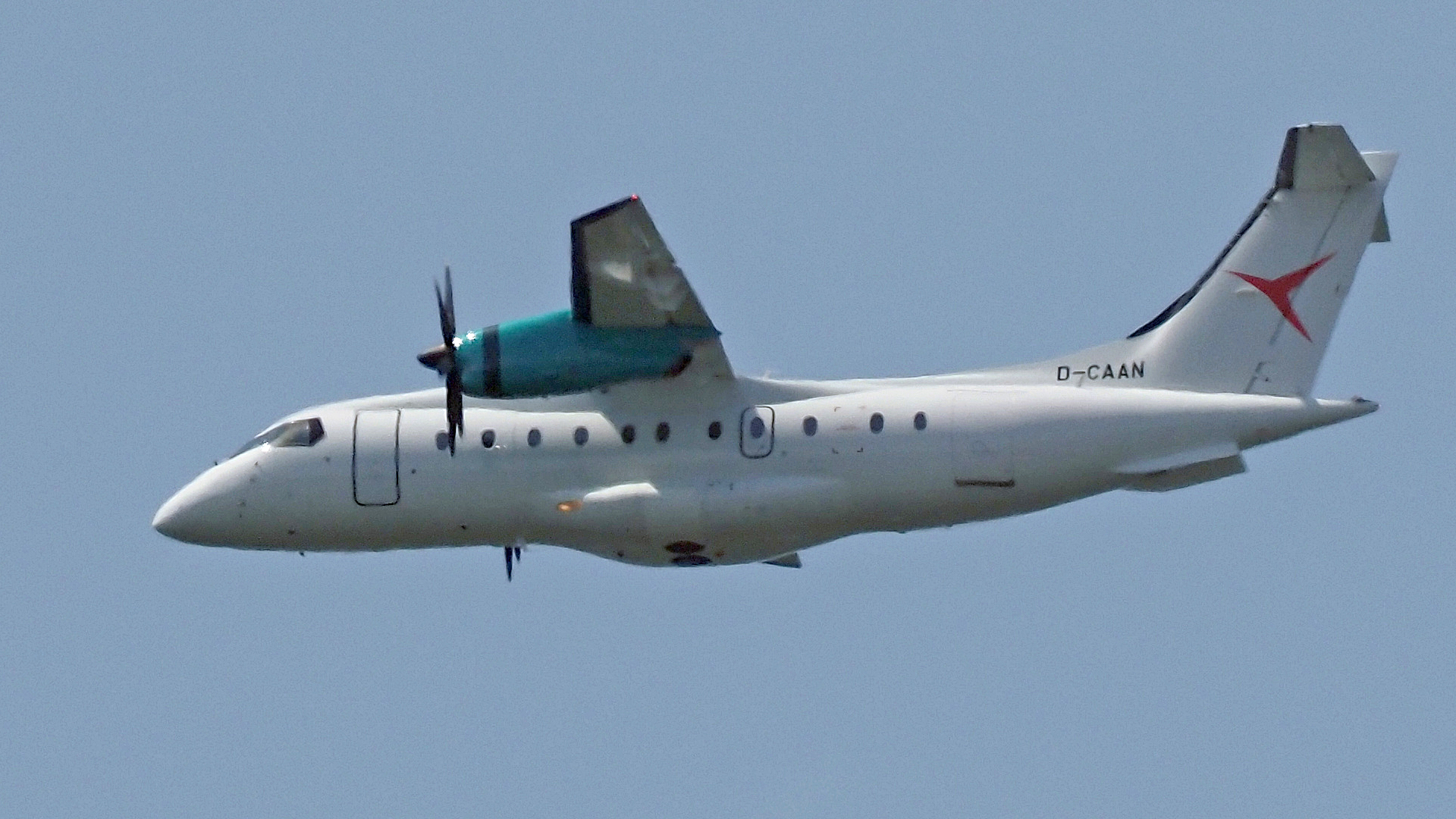
Dornier 328 „D-CAAN“ mit dem Logo der Deutsche Aircraft GmbH

Die Deutsche Aircraft GmbH mit Sitz am Flugplatz Oberpfaffenhofen nahe München ist ein deutscher Flugzeughersteller, der sich auf die Produktion von regionalen Kurzstreckenflugzeugen spezialisiert. 

## Geschichte und Herkunft
Die im Jahr 2005 unter dem Vorgängernamen Blitz 05-627 GmbH gegründete 328 Support Services GmbH (328SSG) übernahm 2006 die Typenzertifikatsrechte für die Dornier 328-Plattform (D328) von Avcraft. Dies geschah im Rahmen des Erwerbs der Dornier 428 TC und anderer Vermögenswerte. Die Dornier 328, ein Regionalflugzeug aus den 1990er- und frühen 2000er-Jahren, ist in 85 Ländern weltweit zertifiziert und wird nach wie vor von Fluggesellschaften für kommerzielle und Spezialeinsätze verwendet. Die Einsatzmöglichkeiten reichen von Luftrettungsmissionen über VIP- und Unternehmensflüge bis hin zu speziellen Aufgaben wie der Suche und Rettung.
Seit 2015 befindet sich 328SSG im Besitz der Sierra Nevada Corporation (SNC), einem Zulieferer der Luft- und Raumfahrtindustrie für die US-Regierung mit Hauptsitz in Centennial, Colorado. 
Mit Gesellschafterbeschluss vom 17. September 2021 änderte die Gesellschaft 328SSG ihren Namen zu Deutsche Aircraft GmbH.
Das Unternehmen will die Tradition und das Erbe der Dornier-Flugzeugwerke fortsetzen und gleichzeitig die Anforderungen an umweltfreundlichere und nachhaltigere Luftfahrt erfüllen. Dabei ist das Ziel der Deutschen Aircraft laut eigener Webseite, die D328-Plattform weiterzuentwickeln, künftige Technologien und Fähigkeiten zu nutzen und ein effizienteres, wirtschaftlicheres und umweltfreundlicheres Flugzeug herzustellen, das die Zukunft der Luftfahrt in Richtung emissionsfreier Flüge vorantreibt.
Ein Technologiedemonstrator namens 328ALPHA wurde 2023 während neun Wochen im Windkanal getestet. Der Demonstrator besteht aus einer umgebauten Dornier-328-Zelle, aber mit insgesamt vier Antrieben. Mit dem Test im Windkanal sollten die aerodynamische Integration dieser vier Antriebe sowie die Stabilität, Steuerbarkeit und Leistung getestet werden.

## Produkt und Zielsetzung
Das Flaggschiffprodukt der Deutschen Aircraft ist die D328eco, eine modernisierte Version der Dornier 328. Diese Kurzstreckenflugzeugplattform zeichnet sich durch ihren Fokus auf Umweltfreundlichkeit und Effizienz aus. Sie verwendet speziell entwickelte Propeller und Motoren, die zu einem niedrigeren Kerosinverbrauch führen. Die D328eco kann auch mit Sustainable Aviation Fuel (SAF) betrieben werden, einer Alternative zu herkömmlichem Kerosin auf Wasserstoffbasis. Ziel ist es, den Betrieb des Flugzeugs so umweltfreundlich wie möglich zu gestalten und den CO2-Ausstoß zu reduzieren.

## Nachhaltige Produktion
Die Flugzeugherstellung findet am Flughafen Leipzig/Halle statt. Im Januar 2025 begannen die Bauarbeiten für das etwa 60.000 Quadratmeter große Flugzeugwerk. In vier Hallen soll Ende 2025 die Produktion der D328eco beginnen. Das Werk wird so errichtet, dass die Flugzeuge aus der Produktionshalle einen direkten Anschluss an eine Start- und Landebahn haben. Die Deutsche Aircraft verfolgt nicht nur nachhaltige Flugzeugkonzepte, sondern legt auch Wert auf eine umweltfreundliche Produktion. Die Endmontagelinie der D328eco soll klimaneutral sein. In Zusammenarbeit mit dem Beratungsunternehmen Drees & Sommer wurde eine 62.000 Quadratmeter große Fläche auf dem Areal des Flughafen Leipzig/Halle konzipiert, die nicht nur die Fertigungshalle, sondern auch ein neues Verwaltungsgebäude umfasst. Dabei setzt man auf Technologien wie Solarenergie, Wärmepumpen und eine Holz-Hybrid-Bauweise, um eine nachhaltige und klimaneutrale Produktion zu gewährleisten.

## Belege
1. ↑  North Data - DEUTSCHE AIRCRAFT GMBH, WESSLING. Abgerufen am 12. Februar 2024.
2. ↑  Type-Certificate Data sheet No.: EASA.A.096 for Dornier 328 Series. (PDF) Europäische Agentur für Flugsicherheit, S. 20, abgerufen am 12. Februar 2024 (englisch).
3. ↑  Deutsche Aircraft GmbH - Satzung. North Data, abgerufen am 12. Februar 2024.
4. ↑  Where are we coming from. Abgerufen am 8. August 2023 (englisch).
5. ↑  Sebastian Steinke: 328ALPHA schließt Windkanalkampagne ab. In: flugrevue.de. 4. Oktober 2023, abgerufen am 5. Oktober 2023 (deutsch).
6. ↑  D328eco: Deutsche Aircraft will Ikone der deutschen Luftfahrt wiederbeleben. Abgerufen am 8. August 2023.
7. ↑  Benjamin Recklies: Deutsche Airline ist erste Kundin der D328 Eco. In: aeroTELEGRAPH. 16. Mai 2023, abgerufen am 8. August 2023 (Schweizer Hochdeutsch).
8. ↑  Jens Flottau: Regionalflieger mit grünem Antrieb. 21. Juni 2022, abgerufen am 8. August 2023.
9. ↑  Erste Bauarbeiten für neues Flugzeugwerk am Flughafen Leipzig/Halle
10. ↑  Spatenstich für umweltschonendes Fliegen: Deutsche Aircraft läutet Paradigmenwechsel für Flugverkehr ein. 23. Mai 2023, abgerufen am 8. August 2023 (deutsch).
11. ↑  Steffen Höhne: 300 neue Arbeitsplätze: Baustart für Flugzeugwerk am Airport Leipzig/Halle. Abgerufen am 8. August 2023.
12. ↑  Benjamin Recklies: Deutsche Airline ist erste Kundin der D328 Eco. In: aeroTELEGRAPH. 16. Mai 2023, abgerufen am 8. August 2023 (Schweizer Hochdeutsch).
13. ↑  Deutsche Aircraft breaks ground at Leipzig/Halle Airport for the Final Assembly Line for the new D328eco™. Abgerufen am 8. August 2023 (englisch).